# Péndulo de Charpy

Posiciones del péndulo de Charpy.

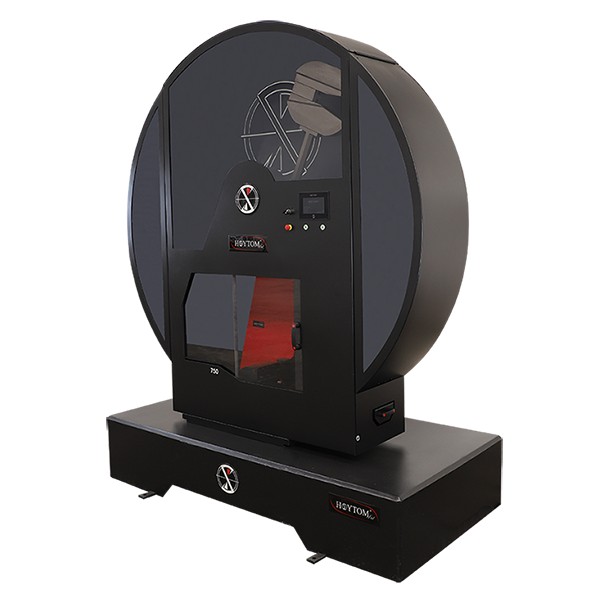
Péndulo de Charpy Moderno

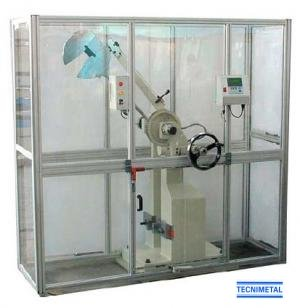
Péndulo de Charpy.

El péndulo de Charpy es un péndulo ideado por Georges Charpy que se utiliza en ensayos de impacto para determinar la tenacidad de un material. Son ensayos de impacto de una probeta entallada y ensayada a flexión en 3 puntos. El péndulo cae sobre el dorso de la probeta y la parte. La diferencia entre la altura inicial del péndulo (h) y la final tras el impacto (h') permite medir la energía absorbida en el proceso de fracturar la probeta. En estricto rigor se mide la energía absorbida en el área debajo de la curva de carga, desplazamiento que se conoce como resiliencia.

## Cálculo de la tenacidad en el péndulo de Charpy
La energía absorbida en el impacto por la probeta usualmente se calcula como la diferencia de alturas inicial y final del péndulo, esto supone, obviamente despreciar algunas pérdidas por rozamiento. La fórmula de cálculo para la energía de impacto es:
| Símbolo                 | Nombre                                                          | Valor   | Unidad |
| ----------------------- | --------------------------------------------------------------- | ------- | ------ |
| {\displaystyle \tau }   | Energía empleada en la rotura                                   |         | J      |
| {\displaystyle P}       | Masa del péndulo                                                |         | kg     |
| {\displaystyle g}       | Gravedad                                                        | 9.80665 | m / s2 |
| {\displaystyle h}       | Altura inicial del péndulo                                      |         | m      |
| {\displaystyle h'}      | Altura final del péndulo                                        |         | m      |
| {\displaystyle l}       | Longitud del péndulo                                            |         | m      |
| {\displaystyle \alpha } | Ángulo que forma el péndulo con la vertical antes de soltarlo   |         |        |
| {\displaystyle \beta }  | Ángulo que forma el péndulo con la vertical después de soltarlo |         |        |

## Historia
En 1896 S. B. Russell introdujo la idea de la energía de fractura residual e ideó un ensayo de fractura con péndulo. Las pruebas iniciales de Russell midieron muestras sin tallar. En 1897 Frémont introdujo una prueba que trataba de medir el mismo fenómeno usando una máquina de resorte. En 1901 Georges Charpy propuso un método estandarizado que mejoraba el de Russell rediseñando un péndulo, con muestras entalladas y, en general dando especificaciones precisas.